# Marilena Ferrari
Marilena Ferrari (Soncino, 20 giugno 1952 – Bologna, 25 dicembre 2012) è stata un'imprenditrice italiana, attiva nell'arte e nell'editoria, presidente dell'omonima fondazione culturale.

## Biografia
Figlia di un allevatore di bestiame del Cremonese, fa il liceo classico, quindi decide di iscriversi alla Facoltà di medicina all'Università di Milano. Lascia invece gli studi allo scoppiare del Sessantotto e si mette a lavorare: prima alla Rank Xerox, poi vende immobili sul litorale adriatico, si occupa a Bologna della vendita dei cosmetici della Avon e di macrobiotica, infine nel 1985 diventa agente di vendita dell'enciclopedia Treccani per l'Emilia-Romagna e le Marche. Nel 1992 Marilena Ferrari fonda l'azienda editoriale ART'È, nome ideato da Gavino Sanna e in seguito quotata in Borsa.
Dal 1995 al 2003 Marilena Ferrari affianca il maestro, nonché suo grandissimo amico, Luciano Pavarotti nella realizzazione di ben nove edizioni del Pavarotti & Friends, iniziativa in favore dei bambini vittime delle guerre.
È deceduta il 25 dicembre 2012 all'età di 60 anni dopo una lunga malattia.

## FMR-ART'È
Nel 2002 Marilena Ferrari acquisisce la prestigiosa casa editrice FMR-Franco Maria Ricci e dà vita alla terminologia "libro di pregio", che definisce un'edizione di un libro, solitamente opere letterarie o divulgative, nella forma di un'opera di alto artigianato, stampata in tiratura limitata su carta ad elevata grammatura, rilegata in pelle, corredata di stampe, tavole, finiture, bassorilievi in copertina, e altri manufatti artistici inerenti al contenuto, solitamente opere di maestri dell'arte viventi.
Il 4 dicembre 2007 viene creata la Fondazione Marilena Ferrari FMR e nel 2008 ART'È si fonde con la controllata FMR-Franco Maria Ricci per dare vita alla società per azioni FMR-ART'È. L'affinità degli acronimi delle due fondazioni, FMR Franco Maria Ricci e Fondazione Marilena Ferrari, ha portato a rilevare delle pratiche ingannevoli da parte dei rappresentanti commerciali. Le pratiche commerciali scorrette della FMR ART'È sono state segnalati a Marilena Ferrari anche dalle trasmissioni "Mi Manda Rai Tre" e "Striscia la notizia". Le pratiche contestate all'azienda sono l'assenza di un catalogo delle opere completo di prezzi oltre che le strategie di vendita aggressive e rivolte anche a soggetti anziani e vulnerabili. La clientela veniva condotta all'acquisto con promesse di facile rivendibilità delle opere, di possibili profitti ottenibili esponendo le stesse e di aumento di valore nel tempo. Per queste motivazioni, la casa editrice nel settembre 2011 è stata multata per 400.000 euro dall'autorità Antitrust per pratiche commerciali scorrette.
Dopo essere stata messa in liquidazione nel 2013 con un buco di bilancio pari a 29 milioni di euro, FMR-ART'È viene acquisita dal gruppo editoriale UTET Grandi Opere, che dà vita nel 2014 alla società per azioni Cose Belle d'Italia.